# Оклі (Мічиган)
Оклі (англ. Oakley) — селище (англ. village) в США, в окрузі Сегіно штату Мічиган. Населення — 299 осіб (2020).

## Географія
Оклі розташоване за координатами 43°8′36″ пн. ш. 84°10′7″ зх. д. / 43.14333° пн. ш. 84.16861° зх. д. (43.143364, -84.168566).  За даними Бюро перепису населення США в 2010 році селище мало площу 2,66 км², з яких 2,64 км² — суходіл та 0,02 км² — водойми.

## Демографія
Згідно з переписом 2010 року, у селищі мешкало 290 осіб у 116 домогосподарствах у складі 76 родин. Густота населення становила 109 осіб/км².  Було 135 помешкань (51/км²).
Расовий склад населення:
| - 95,2 % — білих - 3,8 % — чорних або афроамериканців - 0,7 % — корінних американців |

До двох чи більше рас належало 0,3 %. Частка іспаномовних становила 3,8 % від усіх жителів.
За віковим діапазоном населення розподілялося таким чином: 22,1 % — особи молодші 18 років, 60,0 % — особи у віці 18—64 років, 17,9 % — особи у віці 65 років та старші. Медіана віку мешканця становила 42,7 року. На 100 осіб жіночої статі у селищі припадало 89,5 чоловіків;  на 100 жінок у віці від 18 років та старших — 88,3 чоловіків також старших 18 років.
Середній дохід на одне домашнє господарство  становив 46 891 долар США (медіана — 38 594), а середній дохід на одну сім'ю — 48 062 долари (медіана — 36 250). За межею бідності перебувало 15,3 % осіб, у тому числі 35,0 % дітей у віці до 18 років та 9,8 % осіб у віці 65 років та старших.
Цивільне працевлаштоване населення становило 86 осіб. Основні галузі зайнятості: виробництво — 33,7 %, освіта, охорона здоров'я та соціальна допомога — 26,7 %, роздрібна торгівля — 10,5 %, мистецтво, розваги та відпочинок — 7,0 %.